# Justice League of America (película de 1997)
Justice League of America (titulada Liga de la Justicia en Hispanoamérica) es el episodio piloto, aunque fallido, de una serie de televisión en imagen real basada en el grupo de superhéroes del mismo nombre. La cinta, sin embargo, ganó popularidad como película para televisión de estilo extraño, y actualmente aún se emite como relleno por algunas cadenas de televisión.

## Sinopsis
La Ciudad de New Metro se ve amenazada por un villano conocido como "El Hombre del Clima" y solo la Justice League -conformada por Flash/Barry Allen, Green Lantern/Guy Gardner, Fire/B.B DaCosta y Atom/Ray Palmer- pueden hacerle frente. A su vez, cada uno intenta lidiar con los problemas de la vida diaria que se ve siempre afectada por sus actividades superheroicas. 
Mientras tanto, Tori Olafsdotter es una meteoróloga que trabaja en el Instituto Meteorológico Eno, bajo las órdenes de su director, el Dr. Eno. Su vida cambia cuando, accidentalmente, descubre un misterioso dispositivo que por error le da poderes de hielo. Sin poder controlar sus habilidades atrae la atención de la Liga quienes sospechan (menos Ray) que ella podría ser "El Hombre del Clima". 
La Liga también sospecha que el Hombre del Clima puede ser el colega de Tori, Arliss Hopke y, durante una fiesta en el Instituto Atom se escabulle a su oficina y encuentra los esquemas para una máquina que controla el clima. Tori, en esa misma fiesta, sube hasta la azotea del edificio y descubre al Dr Eno grabando un mensaje como el Hombre del Clima, pero este la descubre e intenta atraparla, pero ella logra escapar. Preocupada acude a Ray, a quien había conocido en la fiesta y le revela que Eno es el villano.
Con esta nueva información, la Liga conduce a Tori a su escondite submarino donde ella conoce a J'onn J'onzz, el líder y mentor de la Liga. Allí le piden a Tori que se una a ellos con sus poderes de hielo pero ella se muestra indecisa. 
El Hombre del Clima envía un mensaje pidiendo 20 millones de dólares a cambio de no destruir la ciudad y ataca la base de la Liga con un rayo de calor. Afortunadamente, los héroes escapan y se dirigen a enfrentar a Eno dejando atrás a Tori. Mientras que Flash, Fire y Atom intentan mantener a los ciudadanos a salvo. el Hombre del Clima envía un Tsunami para que arrase la ciudad y es confrontado por Green Lantern quien lo captura pero el dispositivo de control del clima que destruido en el proceso. Con la ola a punto de golpear la costa, es Tori quien finalmente salva el día al congelar el agua de la bahía. 
Al final los héroes se disculpan con Tori y ella se une a la Liga de la justicia bajo el alias de Ice. 
Mientras, el Hombre del Clima planea su escape de prisión.

## Reparto
- Matthew Settle como Guy Gardner / Green Lantern.
- Kimberly Oja como Tori Olafsdotter / Ice.
- John Kassir como Ray Palmer / Atom.
- Michelle Hurd como B.B. DaCosta / Fire.
- Kenny Johnston como Barry Allen / Flash.
- David Krumholtz como Martin Walters, actor que se enamora de B.B.
- Elisa Donovan como Cheryl, la novia de Guy.
- Ron Pearson como Dr. Arliss Hopke, colega de trabajo de Tori.
- David Ogden Stiers como J'onn J'onzz / Detective Marciano.
- Miguel Ferrer como Dr. Eno / El Hombre del Clima.
- Robert Gallo como Cacero de Barry.
- Nick DeMauro como técnico reparador de televisores.
- Jason Weissbrod como Drazen.
- Brian Sampson como Oficial de Seguridad de ENO (no acreditado)
- Mary Ann Schmidt como Ciclista Rubia (no acreditada)

## Recepción
La recepción fue mayormente negativa. Las principales críticas se referían a los agujeros en la trama, pobres efectos especiales, malos vestuarios y personajes mal adaptados.